# Lalka Horozova
Lalka Horozova (in bulgaro Лалка Хорозова?; Plovdiv, 12 agosto 1968) è un'ex cestista bulgara.

## Carriera
Con la Bulgaria ha disputato due edizioni dei Campionati europei (1991, 1993).